# Jørn Grauengaard
Jørn Ib Grauengaard (født 28. september 1921 i København, død 4. januar 1988) var en dansk guitarist og orkesterleder. Han spillede med sit orkester primært jazzpræget underholdningsmusik og har indspillet plader med bl.a. Lis Bjørnholt og Daimi.
Han var arrangør/orkesterleder på Four Jacks' og senere Otto Brandenburgs ODEON-indspilninger, og var også flittigt brugt indenfor teater og revy, især huskes han fra Cirkusrevyerne i 1960'erne.
Efter en årrække som aktiv musiker, trak han sig tilbage fra offentligheden, og helligede sig sit job som guitarlærer på en ungdomsskole. Før sin død arbejdede Grauengaard i Danmarks Radios diskotek. Han benyttede bl.a. følgende guitarer: Gibson Es-175D, Gibson L-7C, gretsch country gentleman, Ibanez Gb-10.
Har udgivet flere lærebøger i guitarspil bl.a.: Selvstudium for rytmeguitar (Dacapo, 1959) 365 guitar akkorder (Marno Sørensens Forlag)

## Diskografi
- The Jørn Grauengaard Quintet – Fascinating Rhythm (10"), ODEON MOGK2
- Jørn Grauengaard Orchestra – S/T (12"), Metronome MLP 15131
- Jørn Grauengaard og Lis Bjørnholt – Underholder (sampler) (12"), ODEON BOK3
- Jørn Grauengaard Orhestra Featuring Daimi – S/T (12"), Tono LPQ 39004/Metronome MLP 15161
- Jørn Grauengaard Scandinavia Orchestra – Vintage 73 (12"), Salut SALP 8426